# Jessica Dinnage
Jessica Dinnage (født 22. oktober 1993) er en dansk skuespiller, der har spillet både på teater og film.

## Karriere
Dinnage er uddannet skuespiller på Statens Scenekunstskole i perioden 2012-2016. Hun har blandt andet spillet teater på Teater Zeppelin, og på film debuterede hun i Charlotte Sielings Mesteren (2017). Siden har hun medvirket i Netflix-serien The Rain, og i 2024 modtog hun en Bodil for bedste kvindelige birolle i Malou Reymanns Ustyrlig.

## Filmografi

### Film
| År   | Titel                      | Rolle       | Bemærkninger                        |
| ---- | -------------------------- | ----------- | ----------------------------------- |
| 2017 | Mesteren                   | Lilly       |                                     |
| 2017 | Dan-Dream                  | Bagerjomfru |                                     |
| 2018 | Den skyldige               | Iben        | Stemme                              |
| 2019 | Ninna                      | Jeanette    |                                     |
| 2020 | En helt almindelig familie | Naja        |                                     |
| 2023 | Ustyrlig                   | Sørine      | Bodil for bedste kvindelige birolle |

### Tv-serier
| År   | Titel       | Rolle | Bemærkninger |
| ---- | ----------- | ----- | ------------ |
| 2021 | Fars Drenge | Lærke |              |
| 2022 | The Rain    | Lea   |              |